# Ba (dusza)

Uosobienie Ba pod postacią ptaka z ludzką głową

Ba – w mitologii starożytnego Egiptu dusza ludzka, jedna z kilku posiadanych przez człowieka. Po śmierci człowieka mogła żyć dalej w państwie umarłych, o ile zachowane zostało jego ciało (stąd mumifikacja zwłok) oraz o ile osoba zmarła nie prowadziła grzesznego życia, które stałoby się podstawą do potępienia jej przez Ozyrysa, a co za tym idzie – unicestwienia.
Od obowiązku zachowania ciała było kilka wyjątków: dla dalszego istnienia Ba nie musiało zostać zachowane ciało osób, które poniosły śmierć dla chwały Egiptu (głównie żołnierzy). Ponadto w odniesieniu do osób niskich klas społecznych, m.in. służby wystarczało, aby ich „postać” została zachowana w formie wizerunku (np. umieszczonego
w grobowcu możnego, któremu służyli za życia), koniecznie podpisanego imieniem zmarłego. Jednak Ba takich osób pozostawały związane z duszami możnych, którym miały służyć także w zaświatach.
Ba w sztuce było przedstawiane jako mały ptak z ludzką głową.